# أمستردام- زاودأوست
أمستردام- زاودأوست ("أمستردام-جنوب شرق") هو حي (stadsdeel) بأمستردام، هولندا. يتكون من أربع أحياء سكنية: بايلمرمير، فينسربولدر، خاسبيردام ودريموند، بالإضافة إلى أمستل III/ بولافايك بيزنس بارك وأمستردام أرينا.